# Праскова
Прасковата (Prunus persica) е вид растения от семейство Розови (Rosaceae). Достига около 4 m височина. Кората на нейното стъбло и на по-старите ѝ клони е червеникавокафява, а младите клонки са зелени или червеникави.
Съществуват над 5000 вида праскови с жълта, розова или бяла вътрешност.

## Произход
За родина на прасковата се смята Китай. Там богът на дълголетието се изобразява винаги с праскова в ръце. Латинското наименование е persica, вероятно защото прасковите са дошли в Европа през Персия. В средновековието плодовете на прасковата са били смятани за вредни, а с лечебна цел са се ползвали само листата.

## Хранителен състав
Прасковите съдържат витамините В1, В2, В9, PP, С, Е и каротин (колкото по-жълти са плодовете толкова по-високо е съдържанието му). Те са богати на калий, натрий, фосфор, магнезий и калций. Съдържат, макар и в ограничени количества, желязо, титан, манган, мед, никел, хром и молибден. Съдържанието на пектин в плодовете зависи от степента им на зрялост – в зелените пектинът е два пъти по-малко, отколкото в узрелите.
80 – 90 % от съдържанието на плода е водно, 6 – 14 % са захарите, включително и захароза, около 8 % са пектиновите вещества, средно 15 мг% е наличието на витамин С и около 0,8 мг% е каротинът.
Прасковите съдържат ценни органични киселини – ябълчна, винена, лимонена, и минералите – калий, желязо, фосфор, манган, мед, цинк, селен и магнезий. Богати са на витамин С, една праскова доставя ¾ от необходимата дневна доза от антиоксидантния витамин. Съдържат витамини от група В, включително и фолиева киселина, витамин Е, К, РР и етерични масла.
Много от ценните вещества в плода се запазват дори и при кулинарна подготовка – при консервиране, приготвяне на сладки изкушения, при сушене.

## Лечебни свойства
При болни бъбреци, подагра, ревматизъм, сърдечни болести, подобрява функцията на жлъчката, черния дроб и червата. Спомага за отделянето на шлаки от организма.
Лесно усвоимото нишесте на прасковата има принос за подобряването на храносмилателния процес. Стимулира отделянето на стомашен сок. Предотвратява процесите на гниене в стомашно-чревния тракт.
Прасковата е много полезна за кожата – изглажда бръчките, поддържа свежестта на кожата и подсилва тена.
Да не се консумира от хора с диабет, затлъстяване и болен стомах.

## Производство
| Производство на праскови и нектарини 2014 г. (милиона тона) | Производство на праскови и нектарини 2014 г. (милиона тона) |
| ----------------------------------------------------------- | ----------------------------------------------------------- |
| Държава                                                     | Производство                                                |
| Китай                                                       | 12,4                                                        |
| Испания                                                     | 1,6                                                         |
| Италия                                                      | 1,4                                                         |
| САЩ                                                         | 1,0                                                         |
| Гърция                                                      | 1,0                                                         |
| Световно                                                    | 22,8                                                        |
| Източник: ООН, FAOSTAT                                      |                                                             |

Към 2014 г. световното производство на праскови и нектарини е 22,8 милиона тона, което е покачване с 6% от производството за 2013 г. Китай произвежда 54% от световното производство.
През 2013 г. 1,9 милиона тона праскови и нектарини са изнесени световно, като водеща е Испания с обем на износа от 39% (0,75 милиона тона) от общото количество. Италия, Гърция и САЩ също имат значителен обем на износа.
Американският щат Джорджия е познат като „Прасковения щат“, поради значителното си производство на праскови още от 1571 г. През 2014 г. Джорджия се нарежда на трето място по производство на праскови в Щатите, след Калифорния и Южна Каролина.

## Галерия
- Листа и плодове
- Клонка с цветове